# Steve Jones (biólogo)
John Stephen Jones FRS(2012)(nacido el 24 de marzo de 1944) es un genetista galés que desde 1995 hasta 1999 y desde 2008 hasta junio de 2010 fue Jefe del Departamento de Genética, Evolución y Medio Ambiente en la University College de Londres. Sus estudios son llevados a cabo en el Galton Laboratory. Es también un presentador de televisión y un escritor en el área de biología, especialmente de evolución; es uno de los escritores contemporáneos populares sobre el tema. En 1996 su obra ganó el Premio Michael Faraday de la Royal Society «por sus numerosas y amplias contribuciones a la comprensión pública de la ciencia en áreas como la evolución y variación humanas, la raza, el sexo, las enfermedades congénitas y la manipulación genética, así como sus muchas apariciones en la radio y televisión, sus conferencias, sus libros de divulgación científica y columna científica regular en The Daily Telegraph y sus colaboraciones con otros periódicos».

## Primeros años
Jones nació en Aberystwyth, Gales, hijo de Thomas Gwilym Jones y Lydia Anne Jones; sus padres se conocieron como estudiantes en la Universidad de Aberystwyth. Hasta que tuvo alrededor de diez años de edad la familia alternaba residencia entre en la casa de sus abuelos paternos en New Quay y la de sus abuelos maternos cerca de Aberystwyth. Posteriormente la familia se mudó a la Península de Wirral, regresando a Gales para sus festividades.
El abuelo paterno de Jones y su bisabuelo fueron ambos capitanes de mar. Su padre fue un doctor en química y trabajó en detergentes tales como Jif. Dylan Thomas fue un conocido de su padre. De niño Jones ocasionalmente se quedaba en casa de sus abuelos paternos y pasaba gran parte de su tiempo en el ático el cual contenía algún equipo de marinaje, y cajas de libros que cubrían una amplia variedad de temas, muchos de los cuales Jones leyó. También iba a librerías y a la edad de 14 años había leído todas las obras de Charles Dickens. En su infancia en Ceredigion, Jones habló bastante galés hasta que tenía 6 o 7 años, y como un observador entusiasta de la vida salvaje local estaba particularmente interesado en las aves.

## Carrera académica
Jones fue rechazado de todas las universidades de Gales, así que hizo el examen para ingresar a la Universidad de Edimburgo para un título de grado, que tenía una fecha de cierre siete días más tarde y fue aceptado en un curso de pregrado de zoología. Se quedó en Edinburgo para estudiar un doctorado en genética ecológica de Cepaea, un caracol cuyo caparazón es de interés para los biólogos evolucionistas. Él desarrolló un interés en los caracoles debido a Bryan Clarke, uno de sus profesores en la universidad, quien es ahora profesor en la Universidad de Nottingham. Después de su doctorado, Jones completó también su investigación postdoctoral en la genética de drosophila en la Universidad de Chicago para ampliar su campo. Mucho de la investigación de Jones ha tenido que ver con caracoles y la luz que su anatomía puede brindar sobre biodiversidad y genética.

## Vida personal
Jones se casó con la creadora de documentales Norma Percy, estadounidense, en 2004.
Jones es un Partidario Distinguido de la British Humanist Association. Fue premiado con el segundo Premio Irwin al Secularista del Año por la National Secular Society el 7 de octubre de 2006. El 1 de enero de 2011 se volvió presidente de The Association for Science Education.

## Afirmaciones y opiniones

### Evolución humana
La opinión de Jones de que en los humanos "la selección natural hasta cierto punto ha sido revocada"
se remonta por lo menos hasta 1991 y ha sido el foco de un número de reportajes en los diarios y entrevistas en la radio.
Sus puntos de vista están ampliamente basados en su afirmación de que la reducida mortalidad juvenil, la decreciente edad de los padres, y la mayor interconexión de las poblaciones en las sociedades occidentales reducen la evolución. Tanto los datos que soportan esta afirmación y sus opiniones de la forma en que estos factores influyen en la evolución de las poblaciones ha sido extensamente criticado por otros académicos.

### Educación privada
En una entrevista en el show de BBC Radio 5 "5 Live Breakfast" presentado por Nicky Campbell y Shelagh Fogarty el 13 de enero de 2009, Jones describió a las escuelas privadas como un "cáncer en el sistema educativo". Jones se refiere a las escuelas privadas como una de las razones por el que los británicos se mantienen tan socialmente estratificados como lo están. Entre las ventajas de las escuelas privadas comparadas con las escuelas del Estado, Jones enunció tamaños más pequeños de los grupos de clase, profesores altamente entrenados, mejores instalaciones, y entrenamiento mediante entrevistas universitarias.

### Religión
Jones, junto con otras 54 figuras públicas, firmó una carta abierta publicada el 15 de septiembre de 2010 en The Guardian, indicando su oposición a la visita de estado del Papa Benedicto XVI al Reino Unido. Jones ha declarado también que el creacionismo es "anti-ciencia" y criticó a creacionistas tales como Ken Ham. Jones sugirió en una entrevista a BBC Radio Ulster en 2006 que a los creacionistas no se les debería permitir ser doctores en medicina debido a "todas sus afirmaciones (creacionistas) van en contra de la totalidad de la ciencia" y afirmó además que ningún biólogo serio puede creer en la creación bíblica. Para Jones, "la evolución es la gramática de la biología". Jones explicó detalles sobre su posición completa sobre el creacionismo en una lectura pública titulada "Porqué el creacionismo es incorrecto y la evolución es correcta".

### Calentamiento global
En julio de 2011, Jones produjo un reportaje sobre temas de ciencia de la información en la BBC. Él fue crítico con la BBC por dar mucho espacio y crédito a los escépticos del calentamiento global propuesto por climatólogos.

## Radio y televisión
En 1991 Jones estuvo en las Reith Lectures de BBC Radio, con una serie titulada The Language of the Genes (El lenguaje de los genes), que fue la base de su libro de 1993 del mismo nombre.
- Podcasts de audio: BBC Reith Lectures Archive: 1974 - 2010
- Transcripciones: BBC Reith Lectures 1990 - 1999

Presentó In the Blood (En la sangre), una serie de televisión de seis partes sobre genética humana transmitido por primera vez en 1996, véase el libro del mismo nombre en la bibliografía.

## Citas
- "Evolution is inevitable. It depends on mistakes in reproduction." (La evolución es inevitable. Depende de los errores en la reproducción.)
- "... the key to evolution, design without a designer: the preservation of favorable variations and rejection of those injurious." (...la llave a la evolución, diseño sin diseñador: la preservación de las variaciones favorables y el rechazo de las perjudiciales.)
- "Everyone is a living fossil" (Todos son un fósil viviente)